# Boisset-les-Prévanches
Boisset-les-Prévanches è un comune francese di 443 abitanti situato nel dipartimento dell'Eure nella regione della Normandia.

## Società

### Evoluzione demografica
Abitanti censiti